# Calomyscus tsolovi
Calomyscus tsolovi е вид гризач от семейство Мишкови (Muridae).

## Разпространение
Видът е разпространен в Сирия.